# Хамес Хаим Пинто
Хамес Хаим Пинто јеврејин (рођен: Хаим Пинто) (Бијељина, 24. 4. 1907 – Сан Мигуел, Мексико, 7. 8. 1987), био је југословенско-амерички-мексички сликар. Светску славу стекао је стотинама слика, графика и скулптура, излаганих од Мексика до Токија.
Хаим Пинто рођен је u Бијељини, а одрастао је у Тузли. Након студија уметности у Загребу 1939. године придружио се сестри у Холивуду у Калифорнији, где је започео рад у Дизнијевом студију. Кратко време је студирао у Чинеду у Лос Анђелесу а затим је са супругом Рушком кренуо у Мексико да би студирао зидно сликарство.
Крајем четрдесетих година прошлог века Пинто је студирао у Школи ликовних уметности у Сан Мигелу. Када је избио спор око школе Пинто и бројни други студенти депортовани су из Сан Мигела у Сједињене Државе али захваљујући пријатељима успели су да се врате.
Након њиховог повратка, Пинто је основао уметничку школу Институт Аљенде у којој је наставио је са сликањем слика и фресака. Највећи део његових слика је у власништву Универзитета у Гуанаватоу осим дела која се налазе у приватним колекцијама.
Преминуо је 07.08.1987. године у Сан Мигелу у Мексику.

## Биографија

### Живот у Југолавији
Хамес Хаим Пинто рођен је 24. априла 1907. у Бијељини, а одрастао је у Тузли. Породица Пинто се убрзо након Хаимовог рођења из Бијељине доселила у Тузлу. Хаим је у раном детињству показао велику склоност ка сликању. Његов изванредни таленат препознао је професор цртања Михаил Тимчишин који је охрабрио надареног средњошколца и уверавао да ће једног дана постати сјајан сликар. Са блиским пријатељем Исметом Мујезиновићем, Хаим се готово свакодневно надметао у основној вештини занатског сликања и цртања. Мујезиновић се често говорио о дому Пинтових с много топлине, па није случајно што су његови савременици њихову кућу називали "Тузлански Монтмартре". Након завршетка средње школе, Пинто је наставио са сликањем. На позив сестре Ерне, која је живела у Холивуду, он се 1939. преселио у Лос Анђелес.

### Живот у Сједињеним Државама
По доласку у Сједињене Државе, почео је да ради у студију Волта Дизнија. Након добијања америчког држављанства, Хаим је у свом имену додао и име Џејмс. После напада на Пеарл Харбор, Хаим се пријавио у америчку војску и учествовао је у борбана на фронту Тихог океана као припадник војске Сједињених Држава. За време Другог светског рата током окупације Краљевине Југославије у страхотама Холокаустa страдала је цела Хаимова породица.
По завршетку рата, 1945, Пинто се вратио сликању. Уписао се на Академију уметности „Chouinard Art Institute Los Angeles, SAD“ у Лос Анђелесу и студије је завршио када је имаао 41 годину. Од тада самостално излаже и учествовао је на бројним колективним изложбама. Након неколико краћих боравка у Мексику, очаран чудесним спојем мита и стварности који су га фасцинирали и снажно инспирисали, Пинто је одлучио напустити Лос Анђелес и преселити се у Мексико.

### Живот у Мексику
Од 1950. био је становник Мексика, где је прихватио наставничко место на Институту Аљенде у Сан Мигуелу. Предавао је сликарство и зидно сликарство. У овом периоду интензивно се бавио и зидним сликарством.
- Фреска "Живот и смрт Игнација Аљендеа" у коауторству је с великим мексичким сликаром Давид Алфаро Сикеирос сликана 1947,
- Импресивана фреска "Генесис" сликана у Риму 1959.
- Мурал у Клермонту, Калифорнија из [1960],

Ова дела учинила су да Пинто постане један од најпознатијих америчко-мексичких муралиста. 1961. постављен је за шефа катедре за сликарство на „Институту Аљенде“. Исте године постаје декан. На тој функцији остао је девет година и пензионисан је као декан емеритус. Јамес Хаим Пинто преминуо је у Сан Мигуел де Алленде 7. августа 1987.
Хајмови радови, слике и скулптуре, фреске, налазе се у музејима, галеријама и приватним колекцијама широм света. Доживео је значајан позитиван критички пријем и валоризацију у америчкој и мексичкој штампи и стручној литератури. Добио је бројне значајне награде. Слике Џејмса Хаима Пинтоа прошле су сложен процес трансформације, од импресионизма у раној фази, до изражајног друштвеног протестантског конструктивизма а касније до високог уметничког досега који карактерише његова дела из његовог релативно дугог боравка у Сан Мигуелу.

## Награде
| Година | Награда                    | Назив изложбе                                                                                        | Место                        |
| ------ | -------------------------- | --- | ---------------------------- |
| 1948.  | Прва награда               | "Прва изложба ветерана " Санта Моница Арт Асс.                                                       | Санта Моника, Калифорнија    |
| 1949.  | Прва награда               | "Изложба Националног универзитета у Мексику и Амбасада САД.".                                        | Мексико                      |
| 1951.  | Ист награда                | "Прва државна годишња изложба", Лига уметности Фрезно,                                               | Фрезно, Калифорнија          |
| 1957.  | Прва награда               | "Прва изложба унитарних цркава",                                                                     | Лос Анђелес, Калифорнија     |
| -      | Награда за куповину        | "Друга изложба Америчке уметности "                                                                  | Фарго, Северна Дакота        |
| 1961.  | Награда институције Аљенде | „Терцерова годишња изложба Сан Мигел де Аљенде“ Мексичко-северноамерички институт за културне односе | Сан Мигел де Аљенде, Мексико |
| 1962.  | Награда Лари Брукс         | "Четврта изложба Сан Мигел де Аљенде".                                                               | Сан Мигел де Аљенде, Мексико |
| 1976.  | Прва награда:              | "Прва изложба америчких сликара вискија". Универзитет Акрон,                                         | Акрон, Охајо                 |

## Легат Џејмес Хаим Пинто
Упркос томе што је већину свог живота провео у Сједињеним Државама и Мексику, Пинто је одржавао је непрекинути однос са Југославијом. Својим уметничким делима и доприносима постао је један од оснивача "Међународне галерије портрета Тузла", где је уједно била и прва самостална изложба у домовини 1979. и где је десет година касније успостављена "Легат Хаима Пинтоа". Заслуга за стварање ове оставштине несумњиво припада Пинтовој супрузи Ршки Пинто, његовим сестрама Ерни Енгландер и Нади Маиланд, које су поклониле Галерији шездесет радова овог истакнутог југословенског уметника и тадашњег директора галерије Мевлудин Екмечић. Легат је формално основан 1989. године са пуним именом Џејмес Хаим Пинто Легат. Правило Легата предвиђа редовно додељивање награде Џејмес Хаим Пинто, као и сталне изложбе.

### Фусноте
1. ↑  The Annex Galleries 2019.
2. 1 2 3 4 5 6  ЈЗБИХ 2019.
3. ↑  НОВИ ГЛАС 2019.

### Веб
- The Annex Galleries (2019). „James Pinto Biography”. annexgalleries.com (на језику: Englich). The Annex Galleries. Приступљено 02. 12. 2019.
- ЈЗБИХ (2019). „Јамес Хаим Пинто”. benevolencija.eu.org. ЈЗБИХ. Архивирано из оригинала 05. 12. 2019. г. Приступљено 2. 12. 2019.
- НОВИ ГЛАС (2019). „Semberske price-Bijeljinac koji je stigao do holivuda”. noviglas.info. NOVI GLAS. Архивирано из оригинала 03. 12. 2019. г. Приступљено 5. 12. 2019.